# Krasnivka, Vradiivka
Krasnivka (în ucraineană Краснівка) este un sat în comuna Krasnopil din raionul Vradiivka, regiunea Mîkolaiiv, Ucraina.

## Demografie
Componența lingvistică a localității Krasnivka
     Ucraineană (95%)
     Rusă (5%)
Conform recensământului din 2001, majoritatea populației localității Krasnivka era vorbitoare de ucraineană (95%), existând în minoritate și vorbitori de rusă (5%).